# Piazza della Repubblica (Naples)
Pour les articles homonymes, voir Piazza della Repubblica.
La piazza della Repubblica (place de la République) est une place de Naples située dans le quartier de Chiaia au bout de la Riviera di Chiaia, au bord de la baie de Naples.
À l'origine, elle est baptisée piazza Umberto I (place Humbert Ier) et de 1897 aux années 1960, piazza Principe di Napoli (place Prince de Naples).
C'est une des places de la cité parthénopéenne qui conduisent au bord de mer. On y trouve le monument aux Quatre journées de Naples érigé en 1963 par Marino Mazzacurati et inauguré sur place le 14 juin 1969. Il est composé de grands panneaux de travertin et surnommé le monument du « scugnizzo », c'est-à-dire le garçon des rues de Naples, dont certains ont participé à cette bataille qui conduisit à la libération de Naples en septembre 1943.
Au sud-ouest de la place, se trouve le consulat général des États-Unis, entre la Via Caracciolo et le Viale Gramsci. Il a été construit juste après la Seconde Guerre mondiale à la place du Grand Hôtel bâti en 1880 et détruit par les bombardements américains. On remarque aussi le palazzo Guevara di Bovino de style néorenaissance.

## Source de la traduction
- (it) Cet article est partiellement ou en totalité issu de l’article de Wikipédia en italien intitulé « Piazza della Repubblica (Napoli) » (voir la liste des auteurs).